# Percopsiformes
Ordre
Les Percopsiformes sont un ordre de poissons téléostéens à nageoires rayonnées.

## Liste des familles
Selon World Register of Marine Species (3 mai 2016) :
- famille Amblyopsidae Bonaparte, 1845
- famille Aphredoderidae Bonaparte, 1845
- famille Percopsidae Agassiz, 1850

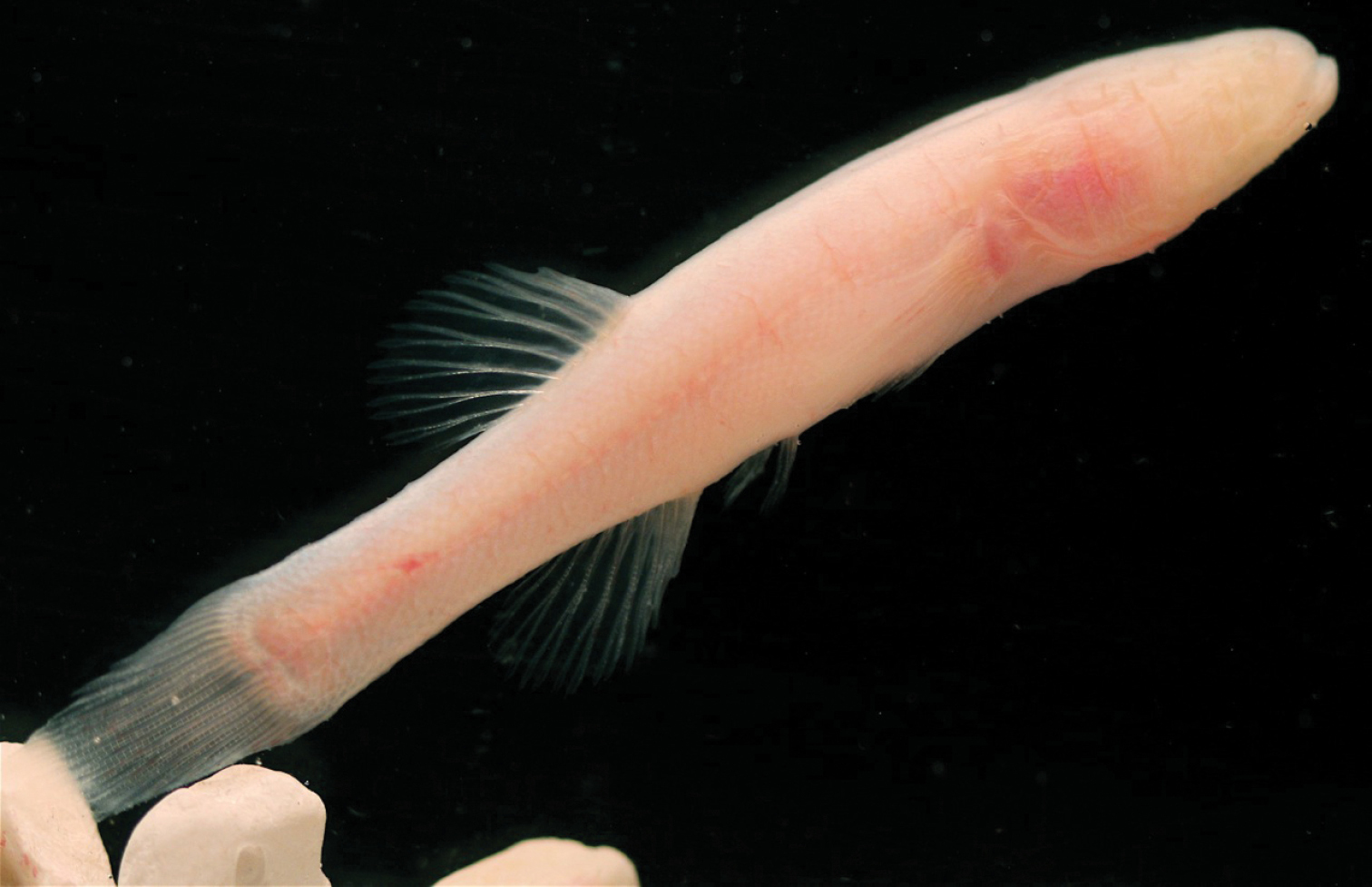
Amblyopsis hoosieri (Amblyopsidae).
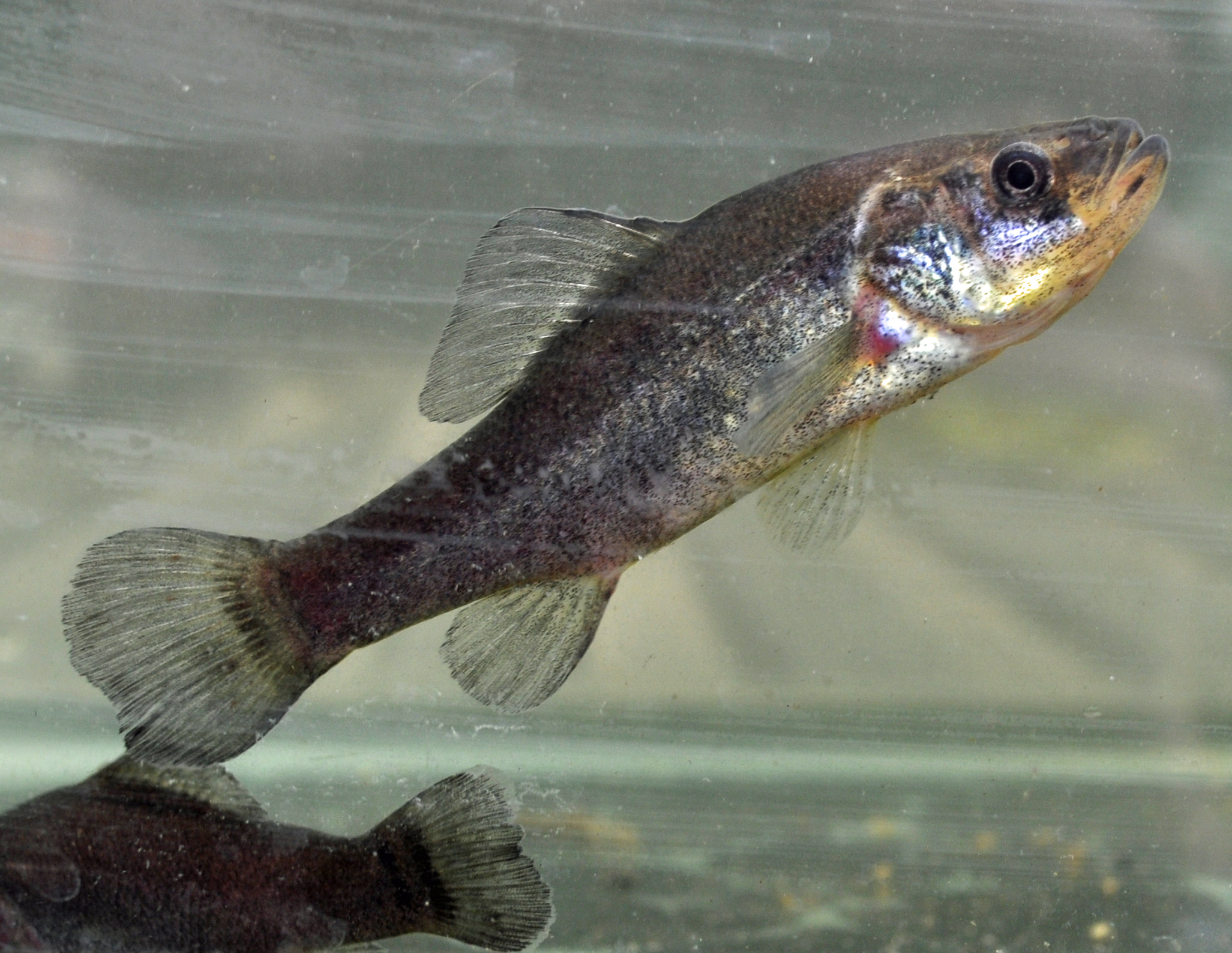
Aphredoderus sayanus (Aphredoderidae).
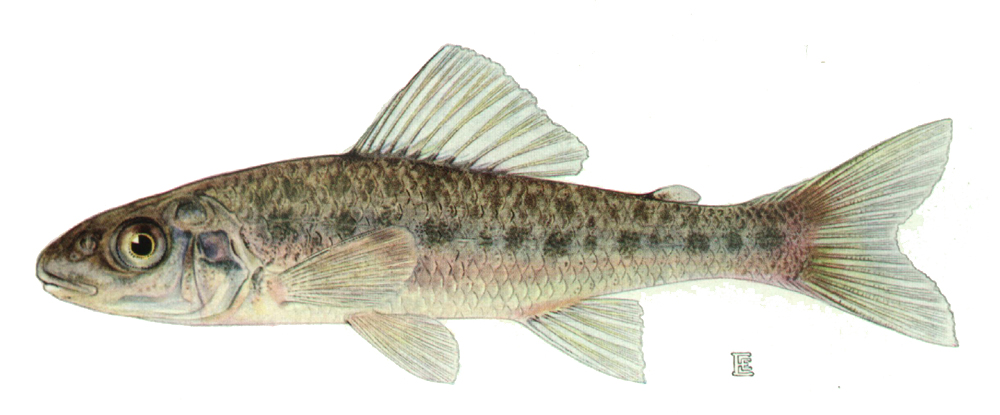
Percopsis omiscomaycus (Percopsidae).